# Maciej Mizia
Maciej Mizia (ur. 20 listopada 1965 w Bielsku-Białej) – były polski piłkarz, grający na pozycji pomocnika. Występował m.in. w Zagłębiu Sosnowiec, Ruchu Chorzów i Zawiszy Bydgoszcz, w których rozegrał 216 meczów w I lidze. Od stycznia 2011 pełni funkcję dyrektora ds. sportowo-organizacyjnych w GKS-ie Tychy.

## Kariera piłkarska
Piłkarską karierę rozpoczynał w BBTSie Bielsko-Biała, następnie przez sześć lat występował także w BKSie Stali Bielsko-Biała. W 1988 odszedł do Zagłębia Sosnowiec, z którym w sezonie 1988/1989 wywalczył awans do I ligi.
W najwyższej polskiej klasie rozgrywkowej zadebiutował w zremisowanym 1:1 spotkaniu z Jagiellonią Białystok. Pierwszego gola strzelił natomiast 25 marca 1990 w wygranym 2:0 pojedynku ze Stalą Mielec. Bramkę zdobył również w meczu z Widzewem Łódź, a dwa trafienia zaliczył w spotkaniu przeciwko Ruchowi Chorzów. Cały sezon zakończył z czterema golami na swoim koncie oraz 29 występami. Zagłębie do końca rozgrywek walczyło o utrzymanie i ostatecznie uplasowało się na 14. miejscu w tabeli, mając trzy punkty przewagi nad strefą spadkową. W 1990 Mizia przeszedł do Ruchu Chorzów, w którym wywalczył sobie miejsce w podstawowym składzie i przez kolejne dwa lata rozegrał w lidze 45 meczów, w których strzelił osiem bramek. W rundzie jesiennej sezonu 1992/1993 nie wystąpił jednak w żadnym pojedynku i po jej zakończeniu został zawodnikiem Korony Kielce. Później grał także w Szombierkach Bytom, a w 1993 wyjechał do Austrii, gdzie podpisał kontrakt z Kremser SC.
Wiosną 1994 Mizia powrócił do Polski i związał się kontraktem z Zawiszą Bydgoszcz, w którym w rundzie rewanżowej sezonu 1993/1994 rozegrał 14 meczów. Jego nowy klub nie zdołał utrzymać się w lidze i zajmując w niej ostatnie miejsce, został zdegradowany. Piłkarz występował w nim przez kolejne półtora roku, a wiosną 1996 reprezentował barwy Intratu Wałcz. Latem 1996 po raz drugi w karierze związał się kontraktem z Ruchem Chorzów i przez następne pięć lat był jego podstawowym zawodnikiem, choć w sezonie 2000/2001 zagrał w 14 spotkaniach – 13 z nich odbyło się w rundzie jesiennej, po której zakończeniu Mizia miał opuścić chorzowską drużynę. W 2001 piłkarz wyjechał do Stanów Zjednoczonych, gdzie grał w New Jersey Falcons. Następnie powrócił do Polski i rozmawiał w sprawie podpisania kontraktu z trenerem Lecha Poznań Bogusławem Baniakiem. Do transferu jednak nie doszło, a Mizia występował później w Czarnych-Góral Żywiec, Zagłębiu Sosnowiec i AAC Eagles Chicago.
W 2003 Mizia ponownie podpisał kontrakt z Ruchem Chorzów, a 10 maja w jego barwach wystąpił po raz ostatni w meczu I ligi – zagrał przez ostatnie 11. minut w zremisowanym 1:1 spotkaniu ze Szczakowianką Jaworzno. W sezonie 2002/2003 chorzowski klub uplasował się w tabeli na 14. miejscu i spadł do II ligi. W kolejnych rozgrywkach piłkarz wystąpił w 7 spotkaniach, w tym dwóch barażowych o utrzymanie ze Stalą Rzeszów. Z Ruchu Mizia odszedł po zakończeniu rundy jesiennej sezonu 2004/2005, a ostatni mecz w jego barwach rozegrał w sierpniu 2004, gdy zagrał przeciwko Szczakowiance, z którą wcześniej zaliczył także ostatni występ w I lidze. Piłkarską karierę kontynuował następnie w Zagłębiaku Dąbrowa Górnicza, Czarnych-Góral Żywiec, Unii Ząbkowice, Strumyku Zarzecze i Górniku Sosnowiec. W styczniu 2011 został dyrektorem ds. sportowo-organizacyjnych w GKS-ie Tychy. Pod koniec marca sprawował funkcję pierwszego trenera w tym klubie, po tym jak z przyczyn losowych zastąpił Adama Noconia. Poprowadził tyską drużynę w wygranym 2:1 spotkaniu z Górnikiem Wałbrzych.